# Жуя (притока Чара)
Жуя — річка Східного Сибіру, протікає територією Іркутської області, ліва притока річки Чара.
Довжина річки становить 337 км. Площа її басейну налічує 22 600 км². Річка замерзає в жовтні і залишається під крижаним покривом до травня. Живлення — снігове і дощове. Середня витрата води — 53 м³/с. Протікає через озеро Толендо. Найбільші притоки: з правого боку — Нечора, а з лівого — Хомолхо.